# The Sky Is a Neighborhood
"The Sky Is a Neighborhood" é uma canção da banda Americana de rock Foo Fighters. Ela foi lançada em 23 de agosto de 2017, como o segundo single de seu nono álbum Concrete and Gold. Em novembro de 2017, a música atingiu o número 1 na lista Mainstream Rock da Billboard e 7 na lista Alternative Songs da mesma revista.

## Origem
A canção foi uma das últimas a ser escrita e gravada pela banda para o álbum Concrete and Gold, tendo sido escrita durante um intervalo de duas semanas que a banda tirou após sentir que o álbum já estava completo. O vocalista Dave Grohl, inspirado pelo céu noturno no Havaí, escreveu o que viria a ser "The Sky Is a Neighborhood"; a canção foi gravada durante uma única tarde. A canção estreou publicamente pela primeira vez em uma apresentação acústica ao vivo de Grohl e do baterista Taylor Hawkins, em maio de 2017,  na casa de shows The Fillmore, em San Francisco. A banda completa tocou a canção pela primeira vez em um show na Islândia, no mês seguinte. O versão de estinal studio versão foi lançada como o segundo single do álbum em 23 de agosto de 2017.

## Videoclipe
O videoclipe foi dirigido por Grohl, e conta com a participação de suas filhas Violet e Harper. O vídeo consiste das filhas de Grohl divertindo-se com os livros e brinquedos em uma pequena cabine, enquanto Grohl e o resto da banda toca no telhado. Partes da letra da música aparecem nos livros que as meninas estão lendo. Ao tocar no telhado, as pisadas dos integrantes da banda abrem buracos no teto, criando a aparência de constelações.

## Músicos
Foo Fighters
- Dave Grohl – vocais, guitarra
- Chris Shiflett – guitarra
- Pat Smear – guitarra
- Nate Mendel – baixo
- Taylor Hawkins – bateria, vocais de apoio
- Rami Jaffee – teclados

Músicos convidados
- Alison Mosshart – vocais de apoio
- Rachel Grace – violino
- Ginny Luke – violino
- Thomas Lea – viola
- Kings Bacik – violoncelo